# Tour de France 2010
Die Tour de France 2010 war die 97. Austragung des wichtigsten Etappen-Radrennens der Welt. Sie begann am 3. Juli 2010 in Rotterdam – damit zum fünften Mal nach 1954, 1973, 1978 und 1996 in den Niederlanden – und endete am 25. Juli 2010 traditionsgemäß auf der Avenue des Champs-Élysées in Paris. Dem ursprünglichen Sieger Alberto Contador wurde der Titel nachträglich am 6. Februar 2012 wegen Dopings aberkannt. Dem ursprünglich Zweitplatzierten Luxemburger Andy Schleck wurde daraufhin am 29. Mai 2012 offiziell das Gelbe Trikot des Siegers überreicht.
Die Tour de France 2010 war mit einer Gesamtdistanz von 3642 km rund 180 km länger als die Tour de France 2009, umfasste 20 Etappen sowie – im Gegensatz zu 2008 und 2009 – wieder einen Prolog in Form eines kurzen Einzelzeitfahrens. Der Streckenverlauf auf der Karte folgte dem Uhrzeigersinn, womit zunächst die Alpen, dann die Pyrenäen durchfahren wurden. Aufgrund des 100-jährigen Jubiläums der ersten Pyrenäenüberquerung lag der Fokus der Tour de France 2010 auf den Pyrenäen. So wurde der als besonders schwer angesehene Col du Tourmalet gleich zweimal überquert.

## Teilnehmerfeld
Die Rennleitung lud 22 Teams ein: die 18 UCU ProTeams sowie 4 Professional Continental Teams. Jedes Team bestand aus neun Fahrern. Insgesamt gingen 197 Radrennfahrer (Xavier Florencio wurde bereits vor Rennbeginn suspendiert) aus 31 Nationen an den Start, darunter 15 Deutsche, 5 Schweizer, 3 Österreicher und 2 Luxemburger. Wie im Vorjahr war das Team Milram die einzige teilnehmende Mannschaft mit deutscher Lizenz.
| UCU ProTeams Quick Step Omega Pharma-Lotto Team Saxo Bank Team Milram AG2R La Mondiale Française des Jeux | Lampre-Farnese Vini Liquigas-Doimo Astana Rabobank Team Katusha Caisse d’Epargne | Euskaltel-Euskadi Footon-Servetto Sky Professional Cycling Team Team HTC-Columbia Garmin-Transitions Team RadioShack |
| UCI Professional Continental Teams Bbox Bouygues Telecom Cofidis, le Crédit en Ligne                      | Cervélo TestTeam BMC Racing Team                                                 | |

→ Detaillierte Starterliste: Fahrerfeld 2010
Als Favoriten auf den Gesamtsieg galten im Vorfeld neben dem Titelverteidiger Alberto Contador die ehemaligen Toursieger Carlos Sastre (2008) und Lance Armstrong (1999–2005), der beste Nachwuchsfahrer der Austragung von 2009, Andy Schleck, der Sieger des Giro d’Italia 2010, Ivan Basso, sowie der amtierende Straßen-Weltmeister, Cadel Evans. Auch Bradley Wiggins, Alexander Winokurow und Denis Menschow wurden nach guten Resultaten in der Vergangenheit realistische Chancen zugesprochen.
Mit Thor Hushovd (2005 & 2009), Robbie McEwen (2002, 2004 & 2006) und Óscar Freire (2008) standen drei ehemalige Gewinner der Punktwertung auch 2009 auf der Starterliste. Tom Boonen, Sieger der Wertung im Jahr 2007, musste seine Teilnahme aufgrund von Knieproblemen absagen. Der Brite Mark Cavendish hatte nach sechs Etappensiegen im Vorjahr mit die größten Chancen auf das Grüne Trikot, sollte er Paris erreichen. Alessandro Petacchi, der seit 2004 erstmals wieder an einer Tour-de-France-Austragung teilnahm, Robert Hunter und Tyler Farrar galten ebenfalls als Anwärter auf die Punktwertung. Die deutschen Hoffnungen auf einen Etappensieg im Massensprint ruhten vor allem auf Gerald Ciolek.
Die Bergwertung war vor Rennbeginn wieder einmal völlig offen, da die Tour zum vierten Mal in Folge ohne einen ehemaligen Gewinner des Gepunkteten Trikots startete.
Ältester Teilnehmer war mit 39 Jahren und 15 Tourstarts der Franzose Christophe Moreau. Der älteste deutsche Fahrer war Jens Voigt. Nach seiner vorzeitigen Aufgabe im Vorjahr startete der 38-Jährige 2010 zum 13. Mal bei einer Tour de France. Der 1990 geborene Fabio Felline war der jüngste Teilnehmer im diesjährigen Starterfeld. Insgesamt fielen 38 Fahrer, also knapp ein Fünftel, in die Nachwuchswertung.

## Etappenübersicht
Der Streckenverlauf wurde am 14. Oktober 2009 bekanntgegeben. Ungewöhnlich war, dass es abgesehen vom Prolog nur ein Einzelzeitfahren gab; auch ein Mannschaftszeitfahren war nicht vorgesehen. Der Streckenplan beinhaltete ferner neun Flachetappen, vier hügelige Etappen sowie sechs Bergetappen mit drei Bergankünften. Insgesamt mussten 25 Anstiege der Kategorien 2, 1 und HC bewältigt werden, darunter gleich zweimal der Pyrenäenpass Col du Tourmalet.
Nach dem Prolog im niederländischen Rotterdam führten die ersten drei Etappen das Fahrerfeld durch Belgien. Unter anderem wurde in Brüssel und Spa Halt gemacht. Die erste Zielankunft innerhalb der französischen Grenzen fand in Arenberg, einem von elf erstmals angefahrenen Etappenorten, statt. In der zweiten Hälfte der ersten Woche fuhr die Tour an Paris vorbei nach Süden. Zwischen Montargis und Gueugnon erfolgte mit 227,5 km der längste Tagesabschnitt.
Die 7. Etappe wies die ersten Alpenpässe auf, es folgten zwei durch den ersten Ruhetag getrennte Hochgebirgsetappen und ein weiterer hügeliger Abschnitt. Drei Überführungsetappen brachten das Feld in etwa 100 km Abstand zur Mittelmeerküste an den Rand der Pyrenäen. Vier Hochgebirgsabschnitte und der zweite Ruhetag in Pau eröffneten die dritte Tourwoche, die letzte Pyrenäenetappe beendete die Bergankunft auf dem Tourmalet.
Die anschließende Flachetappe und das Einzelzeitfahren von Bordeaux nach Pauillac führten die Tour wieder Richtung Norden. Die letzte Etappe begann wie üblich nahe Paris und endet mit der mehrmaligen Umrundung der Champs-Elysées.
| Etappen    | Typ               | Tag          | Start–Ziel                         | km    | Etappensieger       | Zeit (h) | Schnitt (km/h) | Gelbes Trikot     |
| ---------- | ----------------- | ------------ | ---------------------------------- | ----- | ------------------- | -------- | -------------- | ----------------- |
| 0Prolog    | EZF               | Sa, 3. Juli  | Rotterdam – Rotterdam              | 08,9  | Fabian Cancellara   | 0:10:00  | 53,400         | Fabian Cancellara |
| 01. Etappe |                   | So, 4. Juli  | Rotterdam – Brüssel                | 223,5 | Alessandro Petacchi | 5:09:38  | 43,309         | Fabian Cancellara |
| 02. Etappe | Bergige Etappe    | Mo, 5. Juli  | Brüssel – Spa                      | 201   | Sylvain Chavanel    | 4:40:48  | 42,949         | Sylvain Chavanel  |
| 03. Etappe |                   | Di, 6. Juli  | Wanze – Arenberg                   | 213   | Thor Hushovd        | 4:49:38  | 44,125         | Fabian Cancellara |
| 04. Etappe |                   | Mi, 7. Juli  | Cambrai – Reims                    | 153,5 | Alessandro Petacchi | 3:34:55  | 42,854         | Fabian Cancellara |
| 05. Etappe |                   | Do, 8. Juli  | Épernay – Montargis                | 187,5 | Mark Cavendish      | 4:30:50  | 41,538         | Fabian Cancellara |
| 06. Etappe |                   | Fr, 9. Juli  | Montargis – Gueugnon               | 227,5 | Mark Cavendish      | 5:37:42  | 40,420         | Fabian Cancellara |
| 07. Etappe | Bergige Etappe    | Sa, 10. Juli | Tournus – Station des Rousses      | 165,5 | Sylvain Chavanel    | 4:22:52  | 37,776         | Sylvain Chavanel  |
| 08. Etappe | Hochgebirgsetappe | So, 11. Juli | Station des Rousses – Avoriaz      | 189   | Andy Schleck        | 4:54:11  | 38,547         | Cadel Evans       |
| 1. Ruhetag | 1. Ruhetag        | Mo, 12. Juli |                                    |       |                     |          |                |                   |
| 09. Etappe | Hochgebirgsetappe | Di, 13. Juli | Morzine – Saint-Jean-de-Maurienne  | 204,5 | Sandy Casar         | 5:38:10  | 36,284         | Andy Schleck      |
| 10. Etappe | Bergige Etappe    | Mi, 14. Juli | Chambéry – Gap                     | 179   | Sérgio Paulinho     | 5:10:56  | 34,541         | Andy Schleck      |
| 11. Etappe |                   | Do, 15. Juli | Sisteron – Bourg-lès-Valence       | 184,5 | Mark Cavendish      | 4:42:29  | 39,188         | Andy Schleck      |
| 12. Etappe | Bergige Etappe    | Fr, 16. Juli | Bourg-de-Péage – Mende             | 210,5 | Joaquim Rodríguez   | 4:58:26  | 42,321         | Andy Schleck      |
| 13. Etappe |                   | Sa, 17. Juli | Rodez – Revel                      | 196   | Alexander Winokurow | 4:26:26  | 44,139         | Andy Schleck      |
| 14. Etappe | Hochgebirgsetappe | So, 18. Juli | Revel – Ax-3 Domaines              | 184,5 | Christophe Riblon   | 4:52:42  | 37,820         | Andy Schleck      |
| 15. Etappe | Hochgebirgsetappe | Mo, 19. Juli | Pamiers – Bagnères-de-Luchon       | 187,5 | Thomas Voeckler     | 4:44:51  | 39,494         | Alberto Contador  |
| 16. Etappe | Hochgebirgsetappe | Di, 20. Juli | Bagnères-de-Luchon – Pau           | 199,5 | Pierrick Fédrigo    | 5:31:43  | 36,085         | Alberto Contador  |
| 2. Ruhetag | 2. Ruhetag        | Mi, 21. Juli |                                    |       |                     |          |                |                   |
| 17. Etappe | Hochgebirgsetappe | Do, 22. Juli | Pau – Col du Tourmalet             | 174   | Andy Schleck        | 5:03:29  | 34,401         | Alberto Contador  |
| 18. Etappe |                   | Fr, 23. Juli | Salies-de-Béarn – Bordeaux         | 198   | Mark Cavendish      | 4:37:09  | 42,865         | Alberto Contador  |
| 19. Etappe | EZF               | Sa, 24. Juli | Bordeaux – Pauillac                | 052   | Fabian Cancellara   | 1:00:56  | 51,204         | Alberto Contador  |
| 20. Etappe |                   | So, 25. Juli | Longjumeau – Paris, Champs-Élysées | 102,5 | Mark Cavendish      | 2:42:21  | 37,881         | Alberto Contador  |

## Wertungen im Tourverlauf
Die Tabelle zeigt den Führenden in der jeweiligen Wertung bzw. die Träger der Trikots oder Rückennummern am Ende der jeweiligen Etappe an.
|            | Etappensieger       | Gesamtwertung     | Punktwertung        | Bergwertung      | Nachwuchswertung | Teamwertung      | Kämpferischster Fahrer |
| ---------- | ------------------- | ----------------- | ------------------- | ---------------- | ---------------- | ---------------- | ---------------------- |
| Prolog     | Fabian Cancellara   | Fabian Cancellara | Fabian Cancellara 1 | nicht vergeben   | Tony Martin      | Team RadioShack  | nicht vergeben         |
| 01. Etappe | Alessandro Petacchi | Fabian Cancellara | Alessandro Petacchi | nicht vergeben   | Tony Martin      | Team RadioShack  | Maarten Wijnants       |
| 02. Etappe | Sylvain Chavanel    | Sylvain Chavanel  | Sylvain Chavanel 2  | Jérôme Pineau    | Tony Martin      | Quick Step       | Sylvain Chavanel       |
| 03. Etappe | Thor Hushovd        | Fabian Cancellara | Thor Hushovd        | Jérôme Pineau    | Geraint Thomas   | Team Saxo Bank   | Ryder Hesjedal         |
| 04. Etappe | Alessandro Petacchi | Fabian Cancellara | Thor Hushovd        | Jérôme Pineau    | Geraint Thomas   | Team Saxo Bank   | Dimitri Champion       |
| 05. Etappe | Mark Cavendish      | Fabian Cancellara | Thor Hushovd        | Jérôme Pineau    | Geraint Thomas   | Team Saxo Bank   | José Iván Gutiérrez    |
| 06. Etappe | Mark Cavendish      | Fabian Cancellara | Thor Hushovd        | Jérôme Pineau    | Geraint Thomas   | Team Saxo Bank   | Mathieu Perget         |
| 07. Etappe | Sylvain Chavanel    | Sylvain Chavanel  | Thor Hushovd        | Jérôme Pineau    | Andy Schleck 3   | Astana           | Jérôme Pineau          |
| 08. Etappe | Andy Schleck        | Cadel Evans       | Thor Hushovd        | Jérôme Pineau    | Andy Schleck 3   | Rabobank         | Mario Aerts            |
| 09. Etappe | Sandy Casar         | Andy Schleck      | Thor Hushovd        | Anthony Charteau | Andy Schleck 3   | Caisse d’Epargne | Luis León Sánchez      |
| 10. Etappe | Sérgio Paulinho     | Andy Schleck      | Thor Hushovd        | Jérôme Pineau    | Andy Schleck 3   | Caisse d’Epargne | Mario Aerts            |
| 11. Etappe | Mark Cavendish      | Andy Schleck      | Alessandro Petacchi | Jérôme Pineau    | Andy Schleck 3   | Caisse d’Epargne | Stéphane Augé          |
| 12. Etappe | Joaquim Rodríguez   | Andy Schleck      | Thor Hushovd        | Anthony Charteau | Andy Schleck 3   | Team RadioShack  | Alexander Winokurow    |
| 13. Etappe | Alexander Winokurow | Andy Schleck      | Alessandro Petacchi | Anthony Charteau | Andy Schleck 3   | Team RadioShack  | Juan Antonio Flecha    |
| 14. Etappe | Christophe Riblon   | Andy Schleck      | Alessandro Petacchi | Anthony Charteau | Andy Schleck 3   | Caisse d’Epargne | Christophe Riblon      |
| 15. Etappe | Thomas Voeckler     | Alberto Contador  | Alessandro Petacchi | Anthony Charteau | Andy Schleck 3   | Team RadioShack  | Thomas Voeckler        |
| 16. Etappe | Pierrick Fédrigo    | Alberto Contador  | Thor Hushovd        | Anthony Charteau | Andy Schleck 3   | Team RadioShack  | Carlos Barredo         |
| 17. Etappe | Andy Schleck        | Alberto Contador  | Thor Hushovd        | Anthony Charteau | Andy Schleck 3   | Team RadioShack  | Alexander Kolobnew     |
| 18. Etappe | Mark Cavendish      | Alberto Contador  | Alessandro Petacchi | Anthony Charteau | Andy Schleck 3   | Team RadioShack  | Daniel Oss             |
| 19. Etappe | Fabian Cancellara   | Alberto Contador  | Alessandro Petacchi | Anthony Charteau | Andy Schleck 3   | Team RadioShack  | nicht vergeben         |
| 20. Etappe | Mark Cavendish      | Alberto Contador  | Alessandro Petacchi | Anthony Charteau | Andy Schleck 3   | Team RadioShack  | nicht vergeben         |
| Sieger     | Sieger              | Andy Schleck      | Alessandro Petacchi | Anthony Charteau | Andy Schleck     | Team RadioShack  | Sylvain Chavanel       |

Anmerkungen zur Tabelle:
170. und Letzter der Gesamtwertung („Lanterne Rouge“) der Tour de France 2010 war Adriano Malori vom Team Lampre-Farnese Vini. Er beendete die Tour mit einem Rückstand von 4:27:03 Stunden.

## Preisgelder
Insgesamt wurden Preisgelder in Höhe von 3,2 Millionen Euro ausgeschüttet.
| Platzierung            | 1.        | 2.        | 3.        | 4.       | 5.       | 6.       | 7.       | 8.      | übrige Platzierungen                        |
| ---------------------- | --------- | --------- | --------- | -------- | -------- | -------- | -------- | ------- | ------------------------------------------- |
| Gesamtwertung          | 450.000 € | 200.000 € | 100.000 € | 70.000 € | 50.000 € | 23.000 € | 11.500 € | 7.600 € | gestaffelt bis zum Letztplatzierten (400 €) |
| Punktwertung           | 025.000 € | 015.000 € | 010.000 € | 04.000 € | 03.500 € | 03.000 € | 02.500 € | 2.000 € | –                                           |
| Bergwertung            | 025.000 € | 015.000 € | 010.000 € | 04.000 € | 03.500 € | 03.000 € | 02.500 € | 2.000 € | –                                           |
| Nachwuchswertung       | 020.000 € | 015.000 € | 010.000 € | 05.000 € | –        | –        | –        | –       | –                                           |
| Mannschaftswertung     | 050.000 € | 030.000 € | 020.000 € | 12.000 € | 08.000 € | –        | –        | –       | –                                           |
| Kämpferischster Fahrer | 020.000 € | –         | –         | –        | –        | –        | –        | –       | –                                           |

| Position               | 1.      | 2.      | 3.      | Bemerkung                                                   |
| ---------------------- | ------- | ------- | ------- | ----------------------------------------------------------- |
| Etappenwertung         | 8.000 € | 4.000 € | 2.000 € | gestaffelt bis zum 20. Platz des Etappenklassements (200 €) |
| Nachwuchsfahrer        | 0500 €  | –       | –       | bestplatzierter Nachwuchsfahrer im Etappenklassement        |
| Kämpferischster Fahrer | 2.000 € | –       | –       | kämpferischster Fahrer der Etappe (ausgenommen Zeitfahren)  |
| Mannschaft             | 2.800 € | –       | –       | schnellste Mannschaft der Etappe                            |
| Zwischensprints        | 0800 €  | 0450 €  | 0300 €  | 48 Zwischensprints während der Tour                         |
| Bergwertung HC         | 0800 €  | 0450 €  | 0300 €  | 6 Wertungen während der Tour                                |
| Bergwertung 1. Kat.    | 0650 €  | 0400 €  | 0150 €  | 11 Wertungen während der Tour                               |
| Bergwertung 2. Kat.    | 0500 €  | 0250 €  | –       | 6 Wertungen während der Tour                                |
| Bergwertung 3. Kat.    | 0300 €  | –       | –       | 18 Wertungen während der Tour                               |
| Bergwertung 4. Kat.    | 0200 €  | –       | –       | 25 Wertungen während der Tour                               |
| Gesamtwertung          | 350 €   | –       | –       | Gesamtführender nach dieser Etappe                          |
| Punktwertung           | 300 €   | –       | –       | Gesamtführender der Punktwertung nach dieser Etappe         |
| Bergwertung            | 300 €   | –       | –       | Gesamtführender der Bergwertung nach dieser Etappe          |
| Nachwuchswertung       | 300 €   | –       | –       | Gesamtführender der Nachwuchswertung nach dieser Etappe     |

- Einmalige Sonderwertungen:
  - Souvenirs Jacques Goddet (16. Etappe) und Henri Desgrange (17. Etappe) für den jeweils Ersten auf dem Col du Tourmalet: je 5.000 €

## Kontrollen
Unabhängige Beobachter der Welt-Anti-Doping-Agentur (WADA) überwachten die Dopingkontrollen der Tour de France 2010. Darauf einigten sich die WADA und der Weltradsportverband Union Cycliste Internationale (UCI). Hintergrund waren die Vorwürfe der französischen Anti-Doping-Agentur AFLD gegen die UCI, bei der Tour 2009 ineffektive Kontrollen durchgeführt zu haben.
In einem internen Papier der UCI wurde vor Beginn der Tour de France 2010 allen Fahrern ein Dopingverdachtswert zwischen 0 und 10 zugeordnet. Die Liste wurde im Mai 2011 von L’Équipe öffentlich gemacht.
Am 18. Juni 2010 teilte die UCI mit, bei der Tour erstmals Scanner einzusetzen, die möglicherweise in den Rädern versteckte Motoren sichtbar machen können (sog. „Motor-Doping“). Offiziell wurde nach Ende der Tour nichts über das Ergebnis dieser Kontrollen bekannt, allerdings auch nichts darüber, dass ein manipuliertes Rad entdeckt worden sei.

## Berichterstattung
Die deutschen Sender ARD und ZDF übertrugen jeweils eine Stunde pro Tag, nachdem 2008 sowie 2009 wegen der Doping-Vorkommnisse im Radsport nur 30 Minuten täglich übertragen worden waren und die Sender während der Tour de France 2007 aus der Live-Berichterstattung ausgestiegen waren. Eurosport übertrug 80 Stunden live, davon viele Etappen von Beginn an.